# Elecciones provinciales del Neuquén de 2015
El 26 de abril de 2015 se realizaron las Elecciones Generales en la Provincia de Neuquén en las que se eligieron gobernador y vicegobernador y 35 diputados de la legislatura provincial.
El candidato del Movimiento Popular Neuquino, Omar Gutiérrez, venció en las elecciones provinciales con el 37,6% de los votos, Ramón Rioseco, del FpV, quedó en segundo lugar con el 28,7%, a mayor distancia en el tercer lugar quedó Horacio Quiroga con el 20% de la alianza Nuevo Compromiso Neuquén (NCN-UCR-PRO), quien era apoyado por los precandidatos presidenciales Mauricio Macri y Ernesto Sanz.

## Resultados

### Gobernador y Vicegobernador
| Fórmula                 | Fórmula               | Partido/Alianza            | Partido/Alianza                           | Partido/Alianza                           | Votos   | %     |
| Gobernador              | Vicegobernador        | Partido/Alianza            | Partido/Alianza                           | Partido/Alianza                           | Votos   | %     |
| ----------------------- | --------------------- | -------------------------- | ----------------------------------------- | ----------------------------------------- | ------- | ----- |
| Omar Gutiérrez          | Rolando Figueroa      |                            |                                           | Movimiento Popular Neuquino               | 96.648  | 27,76 |
| Omar Gutiérrez          | Rolando Figueroa      |                            | Unión Popular                             | 13.907                                    | 3,99    |       |
| Omar Gutiérrez          | Rolando Figueroa      |                            | Partido Adelante Neuquén                  | 12.980                                    | 3,73    |       |
| Omar Gutiérrez          | Rolando Figueroa      |                            | Frente Integrador Neuquino                | 10.609                                    | 3,05    |       |
| Omar Gutiérrez          | Rolando Figueroa      |                            | Frente Popular por la Dignidad            | 7.111                                     | 2,04    |       |
| Omar Gutiérrez          | Rolando Figueroa      | Total Gutiérrez - Figueroa | Total Gutiérrez - Figueroa                | Total Gutiérrez - Figueroa                | 141.255 | 40,57 |
| Ramón Rioseco           | Alberto Ciampini      |                            |                                           | Frente para la Victoria                   | 47.547  | 13,66 |
| Ramón Rioseco           | Alberto Ciampini      |                            | Movimiento Libres del Sur                 | 22.812                                    | 6,55    |       |
| Ramón Rioseco           | Alberto Ciampini      |                            | Unión de los Neuquinos                    | 19.761                                    | 5,68    |       |
| Ramón Rioseco           | Alberto Ciampini      |                            | Nuevo Encuentro - Frente Grande           | 18.500                                    | 5,31    |       |
| Ramón Rioseco           | Alberto Ciampini      | Total Rioseco - Ciampini   | Total Rioseco - Ciampini                  | Total Rioseco - Ciampini                  | 108.620 | 31,20 |
| Horacio "Pechi" Quiroga | Leandro López         |                            |                                           | Propuesta Republicana                     | 27.001  | 7,76  |
| Horacio "Pechi" Quiroga | Leandro López         |                            | Unión Cívica Radical                      | 23.954                                    | 6,88    |       |
| Horacio "Pechi" Quiroga | Leandro López         |                            | Nuevo Compromiso Neuquino                 | 21.596                                    | 6,20    |       |
| Horacio "Pechi" Quiroga | Leandro López         | Total Quiroga - López      | Total Quiroga - López                     | Total Quiroga - López                     | 72.551  | 20,84 |
| Gabriela Suppicich      | Natalia Hormázabal    |                            | Frente de Izquierda y de los Trabajadores | Frente de Izquierda y de los Trabajadores | 12.565  | 3,61  |
| Ricardo Villar          | Ernesto Botti         |                            | Coalición Cívica ARI - Partido Socialista | Coalición Cívica ARI - Partido Socialista | 4.496   | 1,29  |
| Priscila Otton          | Sandra Rubilar        |                            | Nueva Izquierda                           | Nueva Izquierda                           | 3.651   | 1,05  |
| Juan Raúl Dobrusin      | Luis Manuel Tiscornia |                            | Frente Popular                            | Frente Popular                            | 3.286   | 0,94  |
| Alcides Christiansen    | Juan Uribe            |                            | Movimiento al Socialismo                  | Movimiento al Socialismo                  | 1.714   | 0,49  |
| Votos positivos         | Votos positivos       | Votos positivos            | Votos positivos                           | Votos positivos                           | 348.138 | 93,51 |
| Votos en blanco         | Votos en blanco       | Votos en blanco            | Votos en blanco                           | Votos en blanco                           | 14.428  | 3,88  |
| Votos nulos             | Votos nulos           | Votos nulos                | Votos nulos                               | Votos nulos                               | 9.746   | 2,62  |
| Participación           | Participación         | Participación              | Participación                             | Participación                             | 372.312 | 77,14 |
| Votantes registrados    | Votantes registrados  | Votantes registrados       | Votantes registrados                      | Votantes registrados                      | 482.635 | 100   |
| Fuente:                 |                       |                            |                                           |                                           |         |       |

### Legislatura
| Partido/Alianza      | Partido/Alianza                           | Partido/Alianza                           | Votos   | %     | Bancas | Candidatos |
| -------------------- | ----------------------------------------- | ----------------------------------------- | ------- | ----- | ------ | --- |
|                      | Movimiento Popular Neuquino               | Movimiento Popular Neuquino               | 93.850  | 27,76 | 12/35  | Ver candidatos: 1. Alma Sapag 2. Pablo Fabián Bongiovani 3. Gloria Beatriz Sifuentes 4. Maximiliano José Caparroz 5. Encarnación Lozano 6. Carlos Damián Koopmann Irízar 7. Luis Felipe Sapag 8. Lucía Corel Menquinez 9. Claudio Domínguez 10. Mario Alberto Pilatti 11. María Laura du Plessis 12. Ramón Ángel Soto 13. Roberto Enrique Cacault 14. Viviana Elizabeth Tortorelli 15. Edgardo Daniel della Gaspera 16. Nélida Reinoso 17. María Anahí Riquelme 18. Mario Lorenzo Flores Monje 19. Marisa Yasmín Mortada 20. Pedro Alejandro Felipe Salvatori 21. Jorge Alberto Rey 22. Janette Viviana Ampuero López 23. Natalia Mónica Vita 24. Jorge Omar Allende 25. Edgardo Raúl Sapag 26. Susana Nidia Natale 27. José Raúl Muñoz 28. Elizabeth Eleuteria Campos 29. Juan Cristóbal Bugatti 30. Darío Alejandro Patiño 31. Verónica Eugenia Zanet Romero 32. Carlos Argentino Pacheco 33. Mario Alfredo della Cha 34. Dora Inés Cancio                                                                     |
|                      |                                           | Propuesta Republicana                     | 25.808  | 7,63  |        | |
|                      | Nuevo Compromiso Neuquino                 | 20.127                                    | 5,95    |       |        | |
| Total Alianza        | Total Alianza                             | Total Alianza                             | 45.935  | 13,58 | 5/35   | Ver candidatos: 1. María Carolina Rambeaud 2. Juan Francisco Monteiro 3. Gabriel Luis Romero 4. María Ayelén Quiroga 5. Damián Roberto Canuto 6. Hernán Vicente Ruiz Lofaro 7. Karina Reigada 8. Gustavo Fabián Orlando 9. Manuel José Fuertes 10. Yenifer Marcela Canale 11. Guido Pedro Bruveris 12. Luis Eduardo Martínez 13. Paola Carina Guerrero 14. Oscar Arévalo 15. Christian Marcelo Galván 16. Elba Enilde Correa 17. Marcelo Martín Berbel 18. Nancy Marlene Contertessi 19. Alan Molins 20. Juan Manuel López Osornio 21. Karen Nadia Márquez Delvas 22. Ariel Evaristo Cañupan Viguera 23. Carlos Alberto de Vicente 24. Natalia Graciela Alvarenga 25. Andrés Ricardo Rolla 26. Horacio Dante Sáez 27. Nancy Noemí Sepúlveda 28. Eduardo Basilio Oviedo 29. Francisco Andrés Díaz 30. Sandra Patricia Monsalves 31. Dennis Maximiliano Yáñez 32. Mario Ernesto Lara 33. Andrea Cristina Millanao 34. Pedro Pablo de la Zerda 35. Federico Erich Jonsson Pérez                                     |
|                      | Frente para la Victoria                   | Frente para la Victoria                   | 44.378  | 13,12 | 5/35   | Ver candidatos: 1. Nanci Parrilli 2. Javier César Bertoldi 3. Guillermo Oscar Carnaghi 4. Teresa Rioseco 5. María Ayelén Gutiérrez 6. José Héctor Rioseco 7. Néstor Fabián Ungar 8. Graciela Yolanda Suarez 9. Sergio Raúl Rodríguez 10. Juan Marcelo Zúñiga 11. Olga Mónica Molina 12. Gonzalo Martín Granero 13. Víctor Manuel Sandoval 14. María Lorena Parrilli 15. Matías Sebastián Villegas 16. Matías Ciampini 17. Andrea Gabriela Vaca Narvaja 18. Carolina Elizabeth López 19. Oscar Antonio Nahuel 20. Fanny Noemí Longo 21. Fabricio Eduardo Torrealday 22. Angela del Carmen Ortiz 23. Federico Javier Gendelman 24. Javier Enrique Knotek 25. Juana Emilce Vázquez 26. Leonardo Sergio Andrés Fernández Mendaña 27. Raquel Lorena Troncoso Torres 28. Juan Pablo Bassano 29. Laura Andrea Troncoso Cancino 30. Flavia Alejandra Capuccio 31. Fernando Andrés Rodríguez de Hoz 32. Marina Bergagna 33. Provinda Hernández 34. Manuel Alberto Fernández 35. Lili Geraldine Morales                    |
|                      | Movimiento Libres del Sur                 | Movimiento Libres del Sur                 | 19.940  | 5,90  | 2/35   | Ver candidatos: 1. Jesús Arnaldo Escobar 2. Santiago Leopoldo Nogueira 3. Yanina Andrea Ríos 4. Valeria Laura Amstein 5. Hugo Felipe Cabrera 6. Omar Lisandro Muñoz 7. Mabel Alejandra Guala 8. Jorge Ariel Mulbayer 9. Jorge Carlos Alberto Peralta 10. Gladys Ester Aballay 11. Fabio Dante Escobar 12. Valeria Mercedes Jara 13. Camilo Lamarca 14. Paula Liliana Ovadilla 15. Ricardo Javier Lizaso 16. Elita Leonor Riquelme 17. Eduardo Víctor Olmedo 18. Walter Leonel Mela 19. María José Canale 20. Carolina Luciana Páez 21. Ariel Rubén Mouriño 22. Patricia Alejandra García 23. Carlos Javier López 24. Ramón Orlando Cáceres 25. Beatriz del Carmen Martínez 26. Agustín Andi Zanetti 27. Isolina Del Carmen Mora 28. Sebastián Matías Ibalos 29. Manlio Gastón Aravena 30. Marcela Yanet Alvarado Corona 31. Sandra Vanesa Orellana 32. Ernesto Marcelo Rojas 33. Pablo Antonio Zúñiga 34. Margarita Argentina Parra 35. Emilio José Baeza                                                        |
|                      | Unión de los Neuquinos                    | Unión de los Neuquinos                    | 18.526  | 5,48  | 2/35   | Ver candidatos: 1. Mariano Victorio Mansilla Garodnik 2. Pamela Laura Mucci 3. César Abel Sagredo 4. Pablo Fernando Tomasini 5. María Laura Dimarco 6. Daniel Alberto Contreras 7. Ana Rosa Ambrogi 8. Jonathan Federico Goicochea 9. Héctor Ariel Cid 10. María Eugenia Toro 11. Eugenia Ugartemendia 12. Juan Carlos Delarriva 13. Teresa Betsabe Hernández 14. Cristian Andrés Rodríguez 15. Miguel Heraldo Demis 16. Laura Soledad Gil 17. Carlos Garza 18. Juan Kairuz 19. Jesica Soledad Blázquez 20. Carmen Viviana Cacter 21. Sebastián Jaquis 22. Silvia Nora Elgueta 23. Sara Garodnik 24. Francisco Martín Baggio 25. Paula Elizabeth Taryano 26. Silvia Elizabeth Guiñez 27. Gabriel Rambado 28. Ailén Alejandra Blázquez 29. Rubén Darío Villablanca Pastore 30. Norman Oscar Demis Cambours 31. María Liliana Gutiérrez 32. Cristian Damián Troncoso 33. María Susana Borquis 34. Rubén Alberto Mansilla 35. Karen Inés Romero                                                                     |
|                      | Nuevo Encuentro - Frente Grande           | Nuevo Encuentro - Frente Grande           | 17.774  | 5,26  | 2/35   | Ver candidatos: 1. Raúl Alberto Podesta 2. Eduardo Luis Fuentes 3. María Beatriz Gentile 4. Carlos Alberto Vivero 5. Gabriel Victoriano Reyes 6. Analía Elizabeth Zalazar Zárate 7. Gloria Mónica Parda 8. Miguel Ángel González Lorda 9. Rafael Andrés Vázquez 10. María Asunción de la Esperanza Miras Trabalón Díaz 11. Baltazar de los Santos Álvarez 12. Mauro Medina 13. Mabel Beatriz Meglioli Cuello 14. Daniel Esteban Manoukian 15. Bruno Bonetti 16. Andrea Beatriz Contreras Medina 17. Mariano Alberto Ruiz 18. Marcia Elisabet Díaz 19. Claudio Alberto Alarcón 20. Humberto César Aquito 21. Carmen Pilar Raña 22. Jorge Nelson Salaburu 23. María del Pilar Martínez 24. Gustavo Ángel Torres 25. Rigoberto Matus 26. Margarita Beatriz Ávila 27. María Dolores Rearte 28. Cristian Eduardo Lermanda Díaz 29. Carlos Alberto Gatica 30. María Fernanda Spina 31. Eduviges Cecilia Barrera 32. Luis Antonio Olave 33. Carlos Javier Puel 34. Rosana Andrea Suther 35. Natalia Soledad Guzmán      |
|                      | Unión Cívica Radical                      | Unión Cívica Radical                      | 22.282  | 6,59  | 2/35   | Ver candidatos: 1. Oscar Alfredo Smoljan 2. Alejandro Carlos Vidal 3. Yenny Orieth Fonfach Velásquez 4. Melisa Noelia Barco Salin 5. Héctor Mauricio Inostroza 6. César David García 7. María Adriana Claro 8. Norma Beatriz Garrafa 9. Germán Enrique Meier 10. María Lourdes Fuentes 11. Facundo Emiliano di Salvo 12. Marcos Ismael Dutsch 13. Ivana Noemí Muñoz 14. Carlos Alberto Ochandio 15. Antonio De Souza Casadinho 16. Ayelén Fernández 17. Oscar Lucio Prada 18. Mario Enrique Meuli 19. Silvia Inés Mercado 20. Ramón Bravo 21. Darío Filiberto Soto 22. María Norma Edith Colombino 23. Martín Ariel Zúñiga 24. Roberto Aldo Carrizo 25. Ida del Carmen Villanueva 26. Claudio Maya 27. Jorge Alberto Escoda Huala 28. Johana Evelyn Penrroz 29. Héctor Zoilo Bell 30. Ricardo Ruiz Díaz 31. Sandra Marina Pavese 32. Mario Ceferino Campos 33. Manuel Roberto Jeria Fernández 34. María de los Ángeles Antual 35. Lucas Ezequiel Zúñiga                                                          |
|                      | Frente de Izquierda y de los Trabajadores | Frente de Izquierda y de los Trabajadores | 16.179  | 4,78  | 2/35   | Ver candidatos: 1. Raúl Eduardo Godoy 2. Patricia Noemí Jure 3. Angelica Noemí Lagunas 4. Rubén Alejandro Avilés Avilés 5. César Antonio Parra Jara 6. Blanca Beatriz López 7. Micaela Cardoso 8. Hugo Víctor Ramón Romero 9. Paula Cecilia Carbajal 10. Marco Antonio Campos Ojeda 11. Norberto Eduardo Calducci 12. Miriam Liliana Sanles 13. Alicia Graciela Frañol 14. Carlos Francisco Sánchez 15. José Luis Vallejos 16. María Julieta Carolina Katcoff 17. Ovidio Gustavo Burne Simon 18. Ana Marta Lemuñir 19. Gustavo Carlos German Pascual 20. Dina Griselda Marilina Ciraolo 21. Julia Mabel Rodríguez Ruz 22. Walter Rodrigo López 23. Luis Gustavo Pérez 24. María de las Mercedes Trimarchi 25. Federico Falcón 26. Gustavo Cristian Meliqueo 27. Marta Gladys Lorena Piante 28. Julia Hernández 29. Jorge Alberto Salazar 30. Jorge Abel Aranda 31. Valeria Herrera 32. Daniel Alejandro Fernández Cabezas 33. Laura Esther Bulleri 34. Diego Alfredo Gómez 35. Marcela Adriana León              |
|                      | Unión Popular                             | Unión Popular                             | 13.614  | 4,03  | 1/35   | Ver candidatos: 1. Carlos Enrique Sánchez 2. Segundo José Villar 3. Silvana Cristina Reñones 4. Leonidas Guzmán 5. Rosana Dziadek Liberatori 6. Alberto Nicolás Silva 7. Gastón Maximiliano Salvador Cívicos 8. Ana María Pavón 9. Cristian Andrés Caro 10. Marcelo Omar Sarhan 11. Cecilia del Carmen Herrera 12. María de los Ángeles Bosque Villegas 13. Eduardo Sánchez 14. María Etelvina Villegas 15. María José Novoa 16. Alejandro Patricio Rivera Arriagada 17. Fabiana Paola Lagos 18. Leandro Luna 19. María Viviana Méndez 20. Victoria Aylin Suazo 21. Ricardo Héctor Morales Caliva 22. Ernesto Eliseo Sepúlveda 23. Verónica Graciela Domenino 24. Verónica Elisabet Astudillo 25. Adrián Alfredo Aciar 26. Mónica Andrea García 27. Patricia Mariluz Rojas 28. José Fierro 29. Laura Pamela Lagos 30. Jorge Luis Seguel 31. Romina Belén Novoa 32. Carolina María Cuesta 33. Lucas Emanuel Bade 34. Nancy Mabel Painemilla 35. Eva Isabel Inzunza                                                |
|                      | Partido Adelante Neuquén                  | Partido Adelante Neuquén                  | 12.560  | 3,71  | 1/35   | Ver candidatos: 1. Sergio Adrián Gallia 2. Carlos Néstor Ciapponi 3. Marta Susana Nieva 4. Raúl Héctor González 5. Rubén Darío Espinace 6. Giovanna Buffalo 7. Julio César Obeid 8. Marcelo Carlos Aragonés 9. Ivanna Silvina Sosa 10. Paul Patrick Staicos 11. Miriam Viviana Robino 12. Miguel Emilio Canto 13. Fabian Alberto Pérez Dolci 14. Natalia Viviana Cordero 15. Flor María Seguel 16. Miguel Ángel Pareja 17. Santos Luna 18. Andrea Florencia Cristin 19. Ángel Luis Colonna 20. Cristina del Carmen Burgos 21. Fernanda Noelia Palacio 22. Marcelo Adrián Moyano 23. Hilda Ramona Riquelme 24. Martín Fernando Sambrin 25. Tita Liliana Cruz 26. Gimena Hilen Vega 27. Mario Miguel Gutiérrez 28. Héctor Rolando Castillo 29. Marisa Andrea Nunin 30. María Inés Barros 31. Adrián Alberto Ojeda Cárdenas 32. Filomena Zapata 33. Mayra Araceli Ortega 34. Víctor Hugo Morales 35. Ana María Iturriaga                                                                                            |
|                      | Frente Integrador Neuquino                | Frente Integrador Neuquino                | 10.961  | 3,24  | 1/35   | Ver candidatos: 1. Andrés Arturo Peressini 2. Francisco José Rols 3. Lorena Soledad Magaña 4. Luis Sebastián Ortiz Ceballos 5. Ernesto Marcelino Rodríguez 6. Fernanda Daiana Torres 7. Néstor Oscar Baiz 8. Claudio Rafael Silvero 9. Natalia Soledad Castro 10. José Ramón Riquelme 11. Luis Raúl Callejas Rodríguez 12. María Isabel Monje 13. Héctor Luis Castillo 14. Iban Ariel Quiroga 15. Malvina Sandra Castillo 16. Walter Omar Fernández 17. Carlos Fernando Tejada 18. Lidia María de los Ángeles Campos 19. Eduardo Alberto Soto 20. Margarita Vargas 21. Claudio Andrés Pinilla Antilef 22. Lorena Beatriz González 23. Paola Alejandra Sandoval 24. Luis Alberto Flores 25. Alba Carolina Palacios 26. Claudio Andrés Monje 27. Juan Bautista Tamborindegui 28. Jessica Maribel Castro 29. Luis Victorino Vargas 30. Richard Emanuel Lopresti 31. Silvia Carin Brevis 32. Roberto Carlos Esparza 33. Miguel Ángel Fernández 34. Guadalupe del Carmen Torres 35. Bruno Luján Campos Tapia          |
|                      | Frente Popular por la Dignidad            | Frente Popular por la Dignidad            | 7.337   | 2,17  | 0/35   | Ver candidatos: 1. Jorge Omar Salas 2. Walter Hugo Pagani 3. Norma Parada Riquelme 4. Carlos Vadala 5. María Leontina Gorriti 6. Verónica Yamila Arancibia 7. Carlos Alberto Malabe 8. Gabriel Andrés Sereceda 9. Nadia Elizabet Vielma 10. Patricia Del Carmen Reucan 11. César Gabriel Hernández Parra 12. Luis Alberto Riquelme 13. Beatriz del Carmen Jaramillo 14. Sofía Ruth Dimitrovich 15. Sebastián Alejandro Melo Godoy 16. Hugo Alberto Barrios 17. Carol Edith Almonacid Aguilar 18. María Gimena Giménez 19. Walter Alberto Espinoza 20. Manuel Alberto Berra 21. Carmen Elisa Castro 22. Luis Omar Méndez 23. Manuel Jesús Caurtusia 24. Susana Nieves Ermini 25. Juan Pablo Aranda 26. Pablo Daniel Rodríguez Levrero 27. Gladis Verónica Peña 28. Sandra Beatriz Rodríguez 29. Humberto José Balbuena 30. Claudio Andrés Rodríguez Muñoz 31. Rosa Isabel Orellana 32. Margarita Soliz Ortiz 33. Mario Alberto Sierra 34. Natali Ayelén Mella 35. Ramón Alejandro Juárez                          |
|                      | Coalición Cívica ARI - Partido Socialista | Coalición Cívica ARI - Partido Socialista | 5.548   | 1,64  | 0/35   | Ver candidatos: 1. Beatriz Isabel Kreitman 2. Juan José Dutto 3. Noelia Jaquelina Cabeza González 4. Sergio Rubén Pérez 5. Eduardo Daniel Mastrogiuseppe 6. Victoria Arriagada 7. Edit Noemí Hernández 8. Jorge Omar Leiva Scheuschner 9. María del Carmen Sredanovich 10. Silvio Enrique Cascino 11. María Belén López Gómez 12. Omar Grisneldo Lara Bascuñan 13. Silvana Zavala Rubio 14. Alfredo Evaristo Izaguirre 15. Emilio Ernesto Funes Gazari 16. María de los Ángeles Stagnaro 17. Alejandro Haluza 18. Mónica Lilian Berardi 19. Anai Lilian Guillem 20. Oscar Alberto Escobar 21. Iris Analía Ibacache 22. José Luis Loyola 23. Gustavo Andrés González 24. Claudia Janeth Castillo 25. Leonardo Néstor Ibacache 26. María Virginia Ponce Zaldúa 27. Roberto Francisco Blasco 28. Katiana Bersabe Villagra 29. Mabel Ana Francisetti 30. Luciano Leonel Martínez 31. Lidia del Valle Leiva 32. Olga Dorotea Cabeza 33. Sebastián Eduardo Antognazza 34. Sergio Javier Mansilla 35. Nelly Ethel López |
|                      | Nueva Izquierda                           | Nueva Izquierda                           | 3.923   | 1,16  | 0/35   | Ver candidatos: 1. Marcelo Alfredo Castillo 2. Maira Ayelén Nievas 3. Jorge Chiguay 4. Katia Daniela Sepúlveda Muñoz 5. Pablo Nahuel Otton Araneda 6. Gabriel Ernesto González 7. Mónica Beatriz Uribe 8. Carlos Gustavo Moyano 9. Adrián Mauricio Coronado Ortiz 10. Gabina Esther Castillo 11. Mauro David Muñoz 12. Ester Nancy Vásquez Vega 13. Manuel Alfredo Saavedra 14. María Cecilia Maldonado 15. Esteban Alejandro Muñoz 16. María Beatriz Peralta 17. Rogelio Orellana 18. Francisco Alejandro Silveira 19. Magdalena Noemí Arias 20. Nehuen Andrés Poblete 21. María Natividad Peralta 22. Oscar Ofracio Flores 23. Erik Sebastián Urrutia 24. Silvia Verónica Orellana 25. Armando Javier Carrillo 26. Ingrid Alejandra Rainao 27. Marcela Alejandra González 28. Juvenal Adeladio Morales 29. Mirtha Elena Vásquez Vega 30. Maximiliano Darío Ulloa 31. Romina Araceli González 32. Antonio Purran 33. Sandra Esther Mora 34. Leandro Daniel Barsottelli 35. Gustavo Daniel Tononi                |
|                      | Frente Popular                            | Frente Popular                            | 3.491   | 1,03  | 0/35   | Ver candidatos: 1. Ricardo Ginés Pérez 2. Mario José Cambio 3. Luciana Colantonio 4. Leticia Inés Fuentes 5. Ramiro Damián Avellaneda 6. Daiana Yanina Huentiau 7. José Luis Márquez 8. Luis Andrés Lezana 9. Eduvige Del Carmen Sepúlveda 10. Héctor Waldemar Sánchez 11. José Humberto Almazábal 12. Alejandra Noemí Chandia 13. Juan Domingo Montecino 14. Juan José González 15. Carolina María Urra 16. Marcos Javier Iglesias Alonso 17. Elías Erasmo Soto 18. Graciela Cristina Ibáñez 19. Jesica Lizzet Millico 20. Santiago Alonso 21. Pedro Pablo Pacheco 22. Marisol Gregoria Quinchagual 23. Daniel Ignacio Gómez 24. Jorge Alejandro Garay 25. Gladys Noemí Epulef 26. Juan Manuel Ramos 27. Carlos Nicolás Fraccaroli 28. Vanessa Noemí Vargas 29. Oscar Juan Ramírez 30. Gerardo Oscar Álvarez 31. Danisa Eliana Alzamendi 32. Luis Antonio Sandoval 33. Juan Alberto Sandoval 34. Guadalupe del Carmen Rivera 35. Federico José Alzamora                                                         |
|                      | Movimiento al Socialismo                  | Movimiento al Socialismo                  | 1.833   | 0,54  | 0/35   | Ver candidatos: 1. Lucas Manuel Ruiz 2. Fernanda Belén Christiansen 3. Carlos Enrique Quijada 4. Mario Nicolás Carabelli 5. Andrea Soledad Torres Miranda 6. Martín Miguel Ortiz 7. Margarita Urrutia 8. Darío Damián Gutiérrez 9. Miguel del Pilar Vásquez Vega 10. Micaela Daiana Villegas 11. Lucas Daniel Ibáñez 12. Ana María Torres 13. Nicolás Nahuel Kucharuk 14. Alma Lucia Irazábal 15. Héctor Miguel Castillo 16. Santiago Emanuel Morales Casado 17. Amara Belén Guerrero Urrutia 18. Pedro Heriberto Peña 19. Andrés Eduardo Ybáñez 20. Pire Rayen Sandoval 21. Diego Enrique Uribe 22. José Alberto Rojas 23. Ángela Novoa 24. Osvaldo Andrés Fernández 25. Dante Rodolfo Mena 26. Antonella Maranesi 27. Leonardo Pastorutti 28. Alejandro Alberto Leyria Parada 29. Mirta Estela Miño 30. Pablo Gilberto Veroiza 31. Érica Ruth Fuentealba 32. Natali Vanesa Álvarez 33. Juan Enrique Uribe 34. Dionila Maldonado 35. Sandra Clarina Fierro Vallejos                                             |
| Votos positivos      | Votos positivos                           | Votos positivos                           | 338.131 | 90,82 |        | |
| Votos en blanco      | Votos en blanco                           | Votos en blanco                           | 22.899  | 6,15  |        | |
| Votos nulos          | Votos nulos                               | Votos nulos                               | 11.282  | 3,03  |        | |
| Participación        | Participación                             | Participación                             | 372.312 | 77,14 |        | |
| Votantes registrados | Votantes registrados                      | Votantes registrados                      | 482.635 | 100   |        | |
| Fuente:              |                                           |                                           |         |       |        | |